# سن آندریاس (کالیفرنیا)
سن آندریاس (به انگلیسی: San Andreas) یک منطقهٔ مسکونی در ایالات متحده آمریکا است که در شهرستان کالاوراس، کالیفرنیا واقع شده‌است. سن آندریاس ۲۱٫۷۴۱ کیلومتر مربع مساحت و ۲٬۷۸۳ نفر جمعیت دارد و ۳۱۰ متر بالاتر از سطح دریا قرار دارد.